# Miskawaih
Miskawaih (geboren um 932 in Rey, Iran; gestorben 1030 in Isfahan, Iran) war ein früher persischer Philosoph, Geschichtsschreiber und Philhellene.

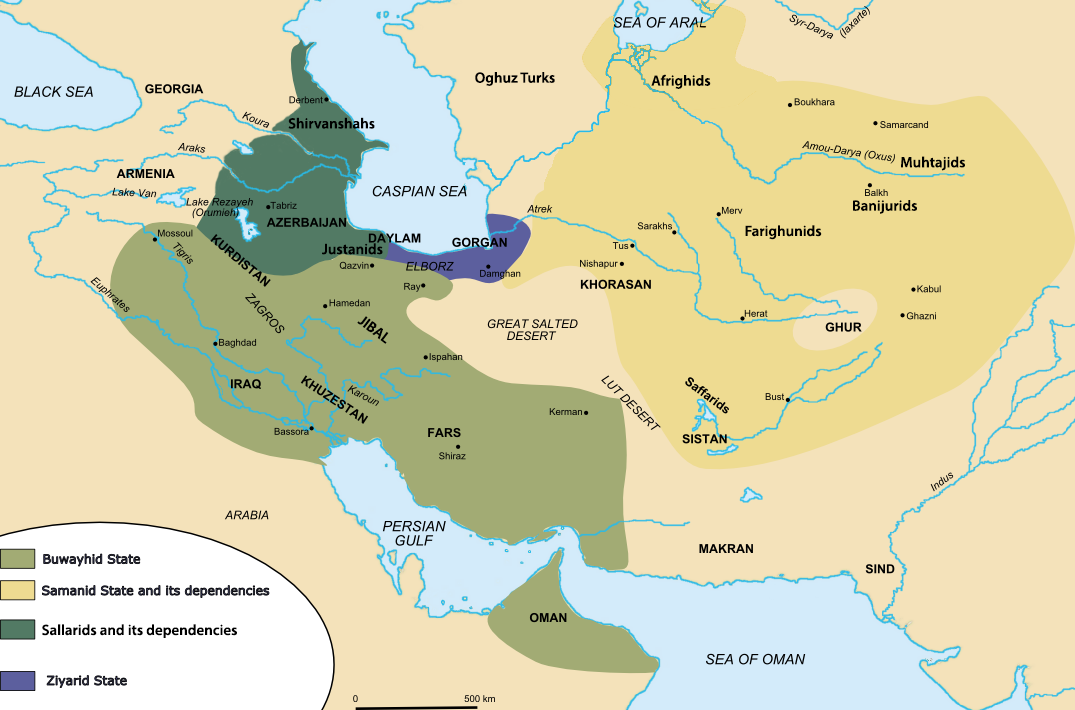
Iran um das Jahr 1000 (Buwaihiden, Samaniden-Staaten und abhängige Gebiete, Sallariden und abhängige Gebiete, Ziyariden-Staaten)

## Leben und Wirken
Über sein Leben ist nur wenig bekannt. Seine Vorfahren stammen aus Persien und traten möglicherweise vom Zoroastrismus zum Islam über. Er war mit der persischen und arabischen Sprache vertraut, mit der persischen Kultur und der griechischen Philosophie, Medizin und Naturforschung, und er liebte die Poesie. Miskawaih hatte Gelegenheit, den persischen Arzt, Naturforscher und Philosophen Avicenna in Hamadan zu treffen, war mit Abū Haiyān al-Tawhīdī befreundet und gehörte zu dem Kreis der Gelehrten um den Bujidenwesir Ibn al-'Amid in Bagdad, er war Bibliothekar von dessen Bibliothek in Rey.  Er schrieb über eine Vielzahl von Themen, darunter Geschichte, Theologie, Philosophie und Medizin. Sein herausragender Beitrag liegt im Bereich der Ethik und Geschichtsschreibung.
Sein Werk über die Läuterung des Charakters, Tahḏīb al-aḫlāq, zählt zu den Klassikern der islamischen Ethik (aḫlāq). Später hat Nasīr ad-Dīn at-Tūsī (1201–1274) in seinem Werk Aḫlāq an-Nāṣirī Stellen daraus übernommen.
Miskawaih ist Verfasser des großen universalhistorischen Werkes Taǧārib al-umam (Die Erfahrungen der Völker), worin sich der Autor auf offizielle Dokumente und Kontakte zu Zeitgenossen stützen konnte. Es ist eine umfassende Geschichte der Welt nach at-Tabarīs Universalgeschichte und gilt als ein bedeutsames Werk der islamischen Geschichtsschreibung.
Zu den Kulturvölkern zählte Miskawai neben den Arabern und Persern nur die Inder und Byzantiner. Der Westen, das Frankenland, findet bei ihm noch keine Erwähnung.
Er schrieb auch über spirituelle Medizin (Ṭibb ar-rūḥānī).

## Werke
- Tahḏīb al-aḫlāq,, (تهذيب الأخلاق)
  - Traité d'Éthique, übersetzt von Mohammed Arkoun, Damaskus: Institut français de Damas, 1969 (Teilansicht in der Google-Buchsuche der Ausgabe Paris, 2010, Bibliothèque des textes philosophiques)
  - The Refinement of Character. engl. Übers. v. Constantine Zurayk. Beirut: American University of Beirut 1968.
- Taǧārib al-umam (Die Erfahrungen der Nationen; eine Universalgeschichte)
  - D. S. Margoliouth zusammen mit H. F. Amedroz: The Eclipse of the Abbasid Caliphate, 1920-1 (Review); es handelt sich dabei um die Übersetzung der Chronik Dschawidan Cherad / Ewige Vernunft (im Webarchiv)[8]
- al-Fawz al-aṣġar (Der kleine Erfolg in der Philosophie)[9]
  - engl. Übers. v. J. Windrow Sweetman in: Islamic and Christian Theology: A Study of the Interpretation of Theological Ideas in the Two Religions. London: Lutterworth 1945.
  - Le petit livre du salut, franz. Übers. v. Roger Arnaldez. Tunis, Tunisia: al-Dar al-‘Arabiyya lil-Kitab, 1987
- Tartib al-Sa'ādāt
- Risāla fī māhiyat al-‘adl (Die Natur der Gerechtigkeit)
  - kommentierte engl. Übers. v. M. S. Khan. Leiden: Brill 1964.
- Risāla fī al-Laḏḏāt wa al-‘Ālām
  - engl. Übers. von Peter Adamson: Miskawayh on Pleasure, in: Arab Sciences and Philosophy 25 (2015), 199–223.